# Liste de jeux Windows Phone
Cette liste des jeux Windows Phone recense les jeux vidéo sortis sur le système d'exploitation Windows Phone (présent des smartphones et tablettes tactiles, notamment des terminaux de la marque Nokia).
Pour un souci de cohérence, la liste utilise les noms français des jeux, si ce nom existe.
- Haut – A
- B
- C
- D
- E
- F
- G
- H
- I
- J
- K
- L
- M
- N
- O
- P
- Q
- R
- S
- T
- U
- V
- W
- X
- Y
- Z

## A
- Age of Empires: Castle Siege
- Amazing Alex
- Amazing Spider-Man, The
- Angry Birds
- Angry Birds Epic
- Angry Birds Go!
- Angry Birds Rio
- Angry Birds Seasons
- Angry Birds Space
- Angry Birds Star Wars
- Angry Birds Star Wars II
- Asphalt 5
- Asphalt 7: Heat
- Asphalt 8: Airborne
- Asphalt Xtreme
- Assassin's Creed: Altaïr's Chronicles

## B
- Babel Rising 3D
- Bad Piggies
- Badland
- Bejeweled
- Bejeweled 3
- Bing Maps
- Brain Exercise with Dr. Kawashima
- Brothers: A Tale of Two Sons
- Burn It All: Journey to the Sun

## C
- Carcassonne
- Castlevania Puzzle: Encore of the Night
- Civilization Revolution
- Crossy Road
- Cut the Rope

## D
- De Blob
- Disney Crossy Road
- Disney Magic Kingdoms
- Doodle Jump
- Draw Something
- Dungeon Hunter 4
- Dungeon Hunter 5

## E
- Earthworm Jim HD
- Expeditions: Conquistador
- ExZeus 2

## F
- Family Guy : À la recherche des trucs
- Flight Control
- Frozen Bubble
- Fruit Ninja

## G
- Galaga Legions DX
- Game Dev Story
- geoDefense
- geoDefense Swarm
- Grand Theft Auto: San Andreas

## H
- Halo: Spartan Assault
- Halo: Spartan Strike
- Hexic
- Hitman Go
- Hungry Shark World

## I
- I Love Katamari
- ilomilo
- Infinite Flight
- Into the Dead

## J
- Jazz Jackrabbit
- Jetez-vous à l'eau !
- Jetpack Joyride

## K
Pas d'entrée.

## L
- Lara Croft Go
- Leo's Fortune
- Lords of Midnight, The

## M
- Machinarium
- Majesty: The Fantasy Kingdom Sim
- Max and the Magic Marker
- Mirror's Edge
- Modern Combat 4: Zero Hour
- Modern Combat 5: Blackout
- Ms. Splosion Man

## N
- N.O.V.A. 3
- Need for Speed: Hot Pursuit
- Need for Speed: Undercover

## O
Pas d'entrée.

## P
- Pac-Man Championship Edition DX
- Pac-Man Kart Rally 3D
- Plague Inc.
- Plantes contre zombies
- Pro Evolution Soccer 2011
- Pro Evolution Soccer 2012
- Puzzle Quest 2

## Q
- QuizUp

## R
- Ready Steady Bang

## S
- Sid Meier's Pirates! (2004)
- Sims 3, Les
- Sims Freeplay, Les
- Skulls of the Shogun
- Sonic CD
- Sonic the Hedgehog 4: Episode 1
- Sonic the Hedgehog 4: Episode 2
- Spider-Man Unlimited
- Star Wars: Commander
- Star Wars: Tiny Death Star
- Supermarket Mania
- Supermarket Mania 2
- Survivalcraft

## T
- Techno Kitten Adventure
- Temple Run
- Temple Run 2
- Tennis in the Face
- Terraria
- Threes!
- Tiki Towers
- Toki Tori
- Tom Clancy's Splinter Cell: Conviction
- Tony Hawk's Pro Skater 2
- Tower Bloxx
- Trivia Crack
- TurnOn

## U
Pas d'entrée.

## V
Pas d'entrée.

## W
- Warspear Online
- Wordfeud
- Words with Friends

## X
Pas d'entrée.

## Y
Pas d'entrée.

## Z
Pas d'entrée.